# Разъезжая улица (Зеленогорск)
Разъе́зжая у́лица — улица в городе Зеленогорске Курортного района Санкт-Петербурга. Проходит от Комсомольской улицы до Зеленогорского шоссе.
Название возникло в послевоенное время. Его этимология неизвестна.
200-метровый участок от Комсомольской улицы вдоль дома 10 по Комсомольской до поворота в гаражи был построен не ранее начала 1980-х годов.
В соответствии с утвержденными красными линиями, Разъезжую улицу предполагается спрямить и объединить с Объездной улицей (сейчас между ними имеется сдвиг).

## Перекрёстки
- Комсомольская улица
- Сосновая улица
- Привокзальная улица
- Зеленогорское шоссе